# Shahida Malik
Shahida Malik (en ourdou : شاهدہ ملک), est médecin et officière supérieure, major-générale du corps médical de l'armée pakistanaise (en). 
Elle est la première femme officière de l’armée pakistanaise à avoir atteint le grade deux étoiles. Médecin de formation, elle est nommée inspectrice générale des hôpitaux ainsi que commandante adjointe du corps médical de l'armée pakistanaise avant de prendre sa retraite en 2004. Elle est l'une est l'une des rares femmes officières de l'armée pakistanaise. La plupart de ces femmes officières servent dans le corps médical et infirmier.

## Biographie
Shahida Malik nait dans le village de Jhatla (en), dans le district de Chakwal. Elle obtient une licence  au Fatima Jinnah Medical College de Lahore (en) et est sélectionnée pour le corps médical de l'armée en 1970, à une époque où il est rare de voir des femmes faire des études de médecine.  Elle se forme comme infirmière militaire et d'officière de combat sur le terrain. Au cours de sa carrière, elle participe aux guerres indo-pakistanaises et à la guerre soviétique en Afghanistan.
Elle démontre un grand sens de la compétition et sert en tant que médecin et officière de combat sur le terrain dans l'armée pakistanaise dès 1969 avant de devenir chirurgienne générale et commandante adjointe des services administratifs et de soutien à l'Institut de cardiologie des forces armées et à l'Institut national des maladies cardiaques de Rawalpindi.
Elle est mariée avec le général Asad Malik, commandant dans le corps médical de l'armée du College de Rawalpindi. 

## Première femme générale au Pakistan
Elle est promue au grade de général de division le 17 juin 2002 sur ordre du chef d'état-major de l'armée de l'époque, le général Pervez Musharraf. Karamat Ahmed Karamat, chirurgien général de l'armée pakistanaise lui a épinglé son nouveau grade. Elle occupe après cela le poste d'inspectrice générale des hôpitaux de l'armée pakistanaise avec la supervision de quelque 31 hôpitaux militaires dans tout le pays.
Elle devient la première femme major-générale,,. Shahida Badshah (en) est la deuxième femme à être promue au grade de général de division après elle, la troisième étant Nigar Johar,,,. Elle est l'une est l'une des rares femmes officières de l'armée pakistanaise. La plupart de ces femmes officières servent dans le corps médical et infirmier,. Elle est non seulement devenue la première femme générale au Pakistan, mais aussi dans l'ensemble du monde musulman.
Quand elle prend sa retraite en 2004 elle est l'officière la plus décorée de l'armée pakistanaise.

## Publications
- (en) Lal Badshah, Asim Khan et Shahida Malik, « Acute ischemic stroke », The Professional Medical Journal, vol. 25, no 02,‎ 3 février 2018, p. 297–301 (DOI 10.29309/TPMJ/18.4182, lire en ligne, consulté le 3 décembre 2024).
- (en) Dr. Shahida Malik, Dr Uzma Asif et Midhat Asif, « Primigravida; Ostetrical outcome; With engaged versus unengaged fetal head with spontaneous onset of labour at term », The professional medical journal, vol. 23, no 02,‎ 1er février 2016, p. 171–175 (DOI 10.17957/TPMJ/16.3175, lire en ligne, consulté le 3 décembre 2024).